# Insecto acuático

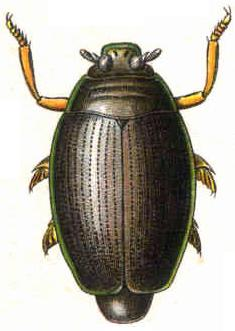
Escarabajo acuático, Gyrinus natator (Gyrinidae)

Los insectos acuáticos son insectos que desarrollan toda su vida o parte de ella en el medio acuático. Se considera que el 3% de los insectos son acuáticos, es decir entre 25.000 a 30.000 especies.
Algunas especies pasan toda su vida en el agua. Otras solo pasan algunas etapas de su desarrollo en ella; por ejemplo algunos insectos depositan sus huevos en el agua y cuando eclosionan, las formas inmaduras permanecen en ella, saliendo a pupar al medio terrestre, en donde los adultos pueden vivir. En otros casos, las fases inmaduras así como los adultos viven en el agua.

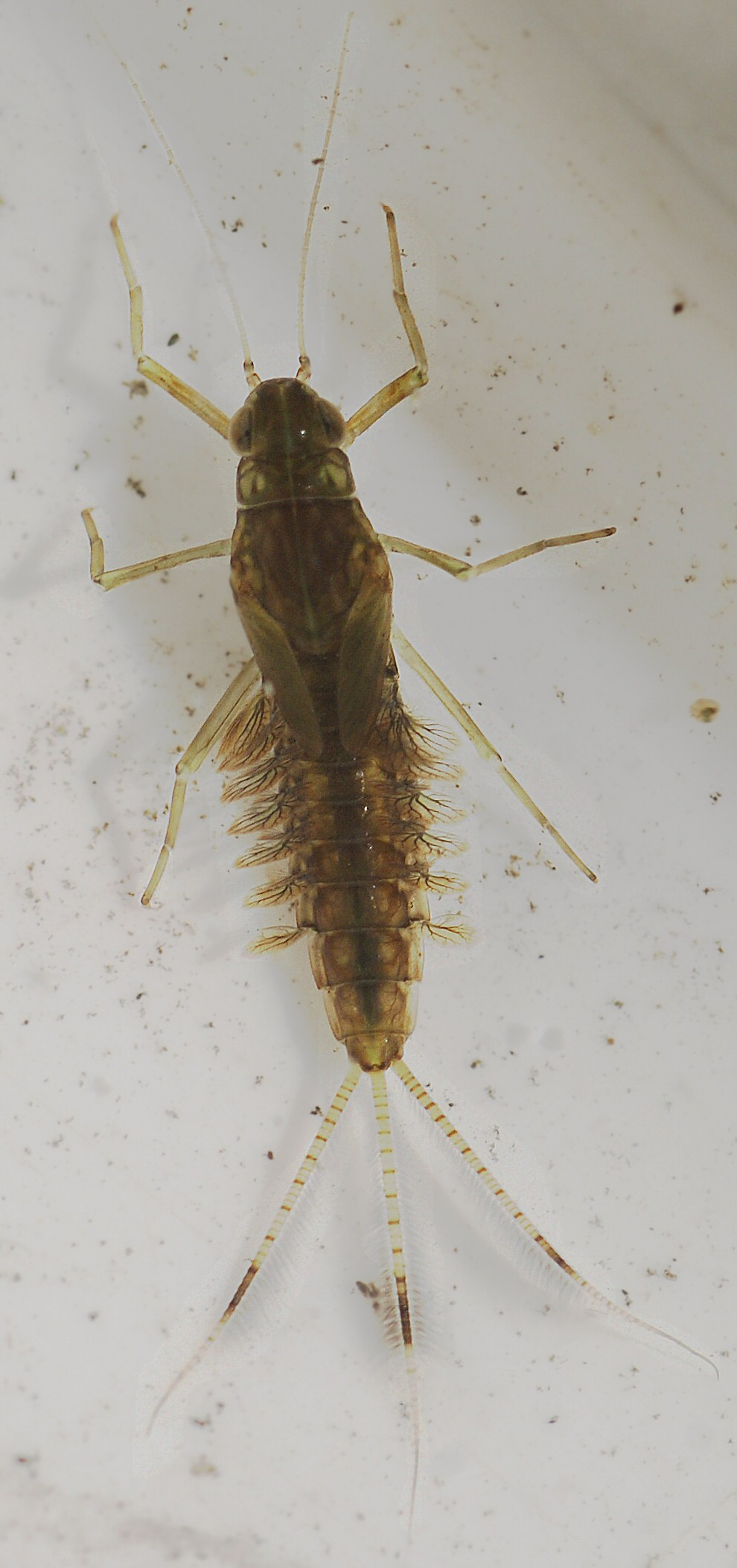
Pares de branquias abdominales de Ephemeroptera

## Medio acuático
Todos los insectos acuáticos provienen de antepasados terrestres, con un sistema de respiración para tomar el oxígeno del aire y cuando entraron al medio acuático, tuvieron que realizar modificaciones profundas en su anatomía y fisiología. Encontraron un ambiente libre de competencia en las aguas interiores dulces, que permitieron su diversificación, pero no fue lo mismo en el mar, allí solo marginalmente alcanzaron a llegar. En este último ecosistema, los nichos estaban ya ocupados por otros artrópodos, especialmente crustáceos.
Algunos insectos acuáticos obtienen el oxígeno directamente de la atmósfera o el disuelto en el agua. Los primeros tienen que subir a la superficie frecuentemente, y los segundos pueden permanecer indefinidamente sumergidos. Muchos capturan el oxígeno del agua por medio de branquias traqueales de forma ramificada con muchas tráqueas, muy común en náyades de Odonata que son de forma de hoja y en Plecoptera las cuales son filamentosas. Otra estructura presente en algunos insectos acuáticos es el plastrón, formado por espinas hidrófugas, alrededor de los espiráculos, funcionando como una branquia, se encuentra especialmente en Hemiptera y Coleoptera, entre muchos otros insectos acuáticos.
La mayoría son de agua dulce, pero hay una gran variedad asociados a las aguas salobres, sea en el interior de los continentes o en algunas costas marinas o ciénagas, por ejemplo Ephydra hyans vive en aguas con alta concentración salina. Halobates tiene especies oceánicas, algunas están distribuidas ampliamente y pueden llegar a ser abundantes en medio de los océanos. Hay algunas especies de escarabajos, Collembola y Thysanura.

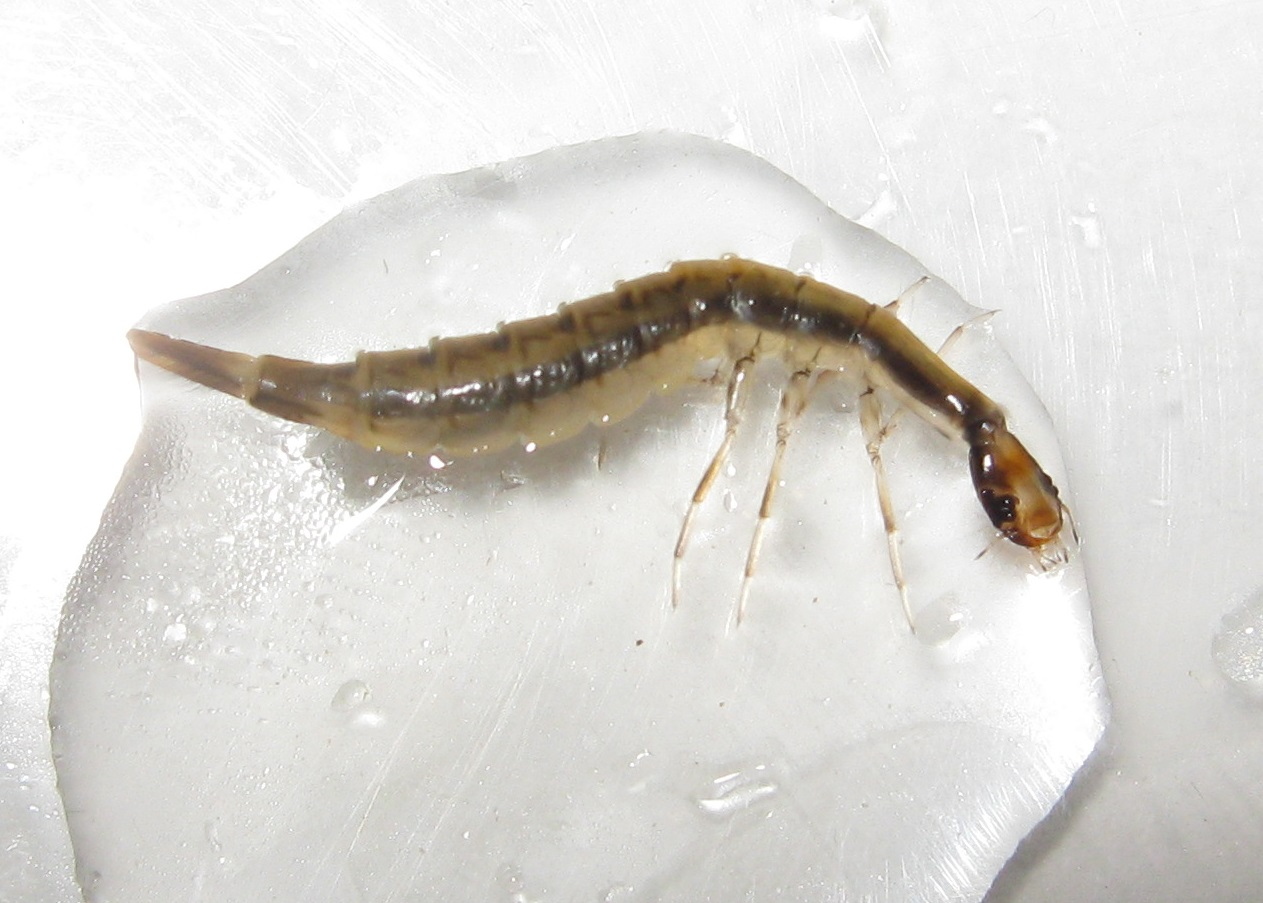
Larva de escarabajo acuático, Dytiscidae (Aciliini)

## Ciclo de vida
En la mayoría de las especies la etapa adulta alada, es la más corta, y se concentra en la reproducción, por lo general el apareamiento se da cerca de los cuerpos de agua, y su desenlace está sujeto a las condiciones ambientales, especialmente a la temperatura del agua y del aire, al igual que la humedad relativa, el viento, etc. 
Los efemerópteros, dípteros, tricópteros y algunos odonatos forman enjambres para el apareamiento. En especial enjambres de machos en los que las hembras penetran y salen para ovipositar.
Algunos machos defienden áreas determinadas, evitando la penetración de otros individuos del mismo sexo, solo permiten el ingreso de las hembras atraídas al territorio defendido. Ocurre especialmente en odonatos y algunos dípteros.
Un tercer grupo utiliza señales ya sean sonoras al vibrar partes de su cuerpo o producen feromonas. Los machos producen las vibraciones y las hembras localizan su fuente. Esto es común en plecópteros, megalópteros, algunos tricópteros, y también en algunos heterópteros y neurópteros.
Las posturas en la mayoría de los grupos se realizan directamente en el agua, sea en la superficie, sobre plantas acuáticas o ancladas en piedras, y en los megalópteros especialmente fuera del agua, sea sobre plantas a la orilla del cuerpo de agua o bajo piedras cerca de la orilla.

## Importancia
Son fundamentales en los ecosistemas acuáticos. Algunos son depredadores, otros son herbívoros, detritívoros o filtradores . A su vez son depredados por una variedad de invertebrados o vertebrados; por consiguiente son parte de las cadenas tróficas. Algunos son el alimento esencial de algunas especies de peces, otros de algunas aves. La presencia o ausencia de algunas especies se asocia a la calidad de las aguas. Los adultos de algunas especies son vectores de enfermedades.

## Órdenes y familias que contienen especies acuáticas

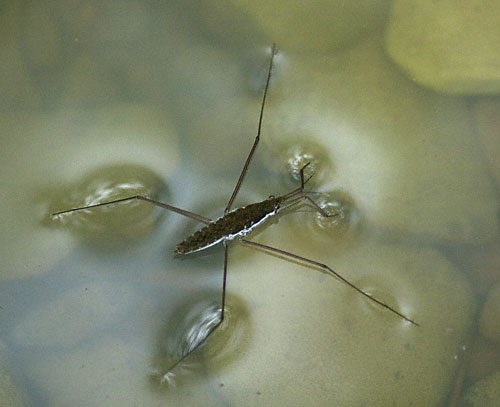
Gerridae

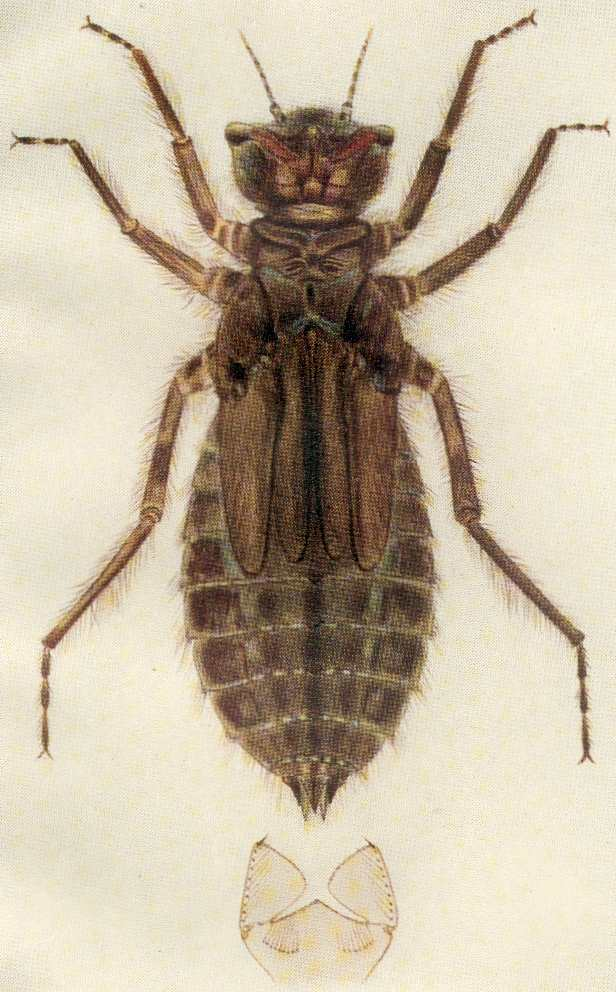
Nayade de libélula (Libellula depressa)

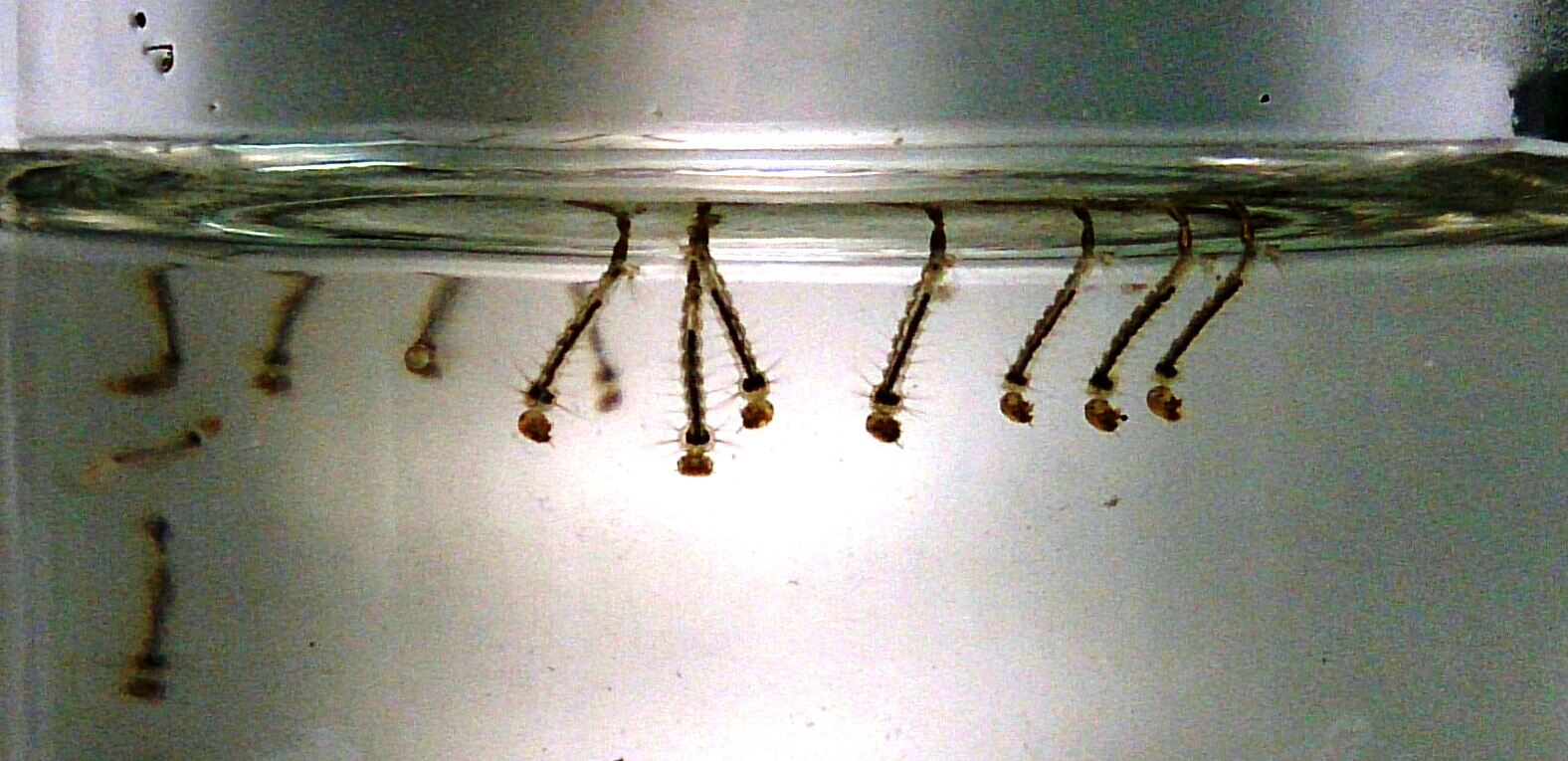
Larvas de mosquitos

Orden Coleoptera
Familia Gyrinidae
Familia Dytiscidae
Familia Noteridae
Familia Hygrobiidae
Familia Haliplidae
Familia Helophoridae
Familia Georissidae
Familia Hydrochidae
Familia Hydrophilidae –unos pocos exclusivamente terrestres.
Familia Hydroscaphidae
Familia Lepiceridae –otros como semiácuaticos.
Familia Elmidae
Familia Curculionidae – algunos semiacuáticos.
Familia Psephenidae
Familia Amphizoidae
Familia Dryodidae
Familia Staphylinidae
Orden Hemíptera (Heteroptera)
Familia Corixidae
Familia Gerridae
Familia Belostomatidae
Familia Hebridae
Familia Hidrometridae
Familia Mesoveliidae
Familia Veliidae
Familia Ochteridae
Familia Notonectidae
Familia Pleidae
Familia Aphelocheiridae
Familia Naucoridae
Familia Nepidae
Familia Saldidae – semiacuático
Familia Gelastocoridae
Orden Odonata
Todas las familias
Orden Ephemeroptera
Todas las familias
Orden Plecoptera
Todas las familias
Orden Megaloptera
Todas las familias
Orden Trichoptera
Familia Hydropsychidae
Orden Diptera
Familia Dixidae
Familia Culicidae
Familia Simuliidae
Familia Chironomidae
Familia Tipulidae
Familia Tabanidae, la mayoría acuáticas
Orden Neuroptera
Familia Osmilidae
Familia Sisyridae
Orden Hymenoptera (Larvas parásitas de insectos acuáticos, que viven dentro de ellos)
Familia Formicidae ej. la hormiga Polyrhachis sokolova
Orden Lepidoptera
Familia Pyralidae (Parargyractis confusalis)
Familia Crambidae (Subfamilia Acentropinae: Nymphula spp., Usingeriessa onyxalis, Oxyelophila callista)
Orden Mecoptera
Orden Blattodea
Clase Collembola (colémbolos, no propiamente insectos pero relacionados) Ej. Podura aquatica